# Sharon den Adel

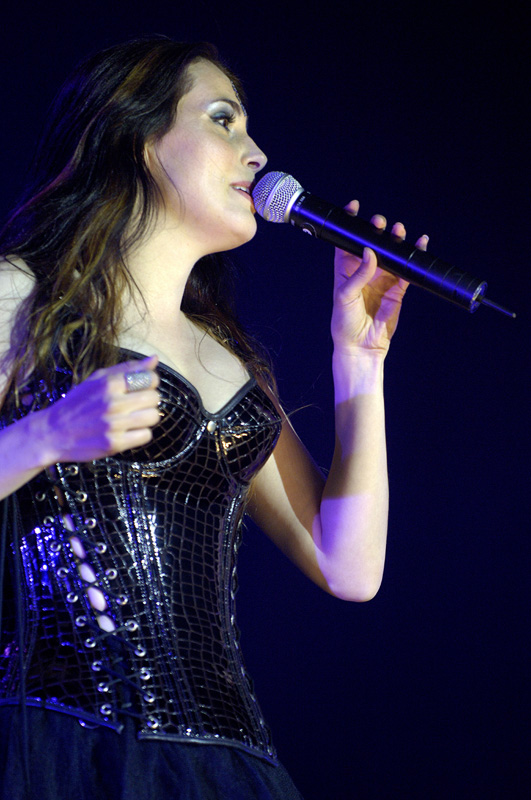
Sharon Janny den Adel (2006)

Sharon Janny den Adel (* 12. Juli 1974 in Waddinxveen, Südholland) ist eine niederländische Sängerin und Songschreiberin. Sie ist Sängerin der Symphonic-Metal-Band Within Temptation.

## Karriere
1996 gründete den Adel mit ihrem Lebensgefährten Robert Westerholt die Band Within Temptation. Zuvor waren beide Mitglieder einer Band mit dem Namen Voyage. Den Adel ist gelernte Modedesignerin und übte diesen Beruf auch noch in den ersten Jahren von Within Temptation aus. Nach dem Erfolg der Single Ice Queen gab sie diese Arbeit als Beruf auf und konzentriert sich seitdem auf ihre musikalische Karriere. Sie wirkte auch bei anderen Projekten mit, unter anderem hatte sie Auftritte bei After Forever, Avantasia, Ayreon und Delain. Gemeinsam mit dem niederländischen DJ Armin van Buuren produzierte sie 2008 die Single In and Out of Love, bei der sie als Sängerin in Erscheinung trat. 2010 sang sie im Duett mit Dero von Oomph! das Lied Land Ahead. Im November 2017 gab den Adel bekannt, mit My Indigo ein Nebenprojekt zu starten. Die gleichnamige Single erschien am selben Tag. Zeitgleich wurde eine Tour und mit Within Temptation ein weiteres Album angekündigt.

## Privatleben
Schon vor der Gründung von Within Temptation war den Adel mit Robert Westerholt liiert. Am 7. Dezember 2005 wurde sie Mutter ihrer Tochter Eva Luna. Am 1. Juni 2009 brachte sie ihr zweites Kind, Sohn Robin Aiden, zur Welt. Wegen erneuter Schwangerschaft wurde die Tournee vom Frühjahr 2011 auf den Herbst 2011 verschoben. Ihr drittes Kind, Sohn Logan Arwin, wurde Ende März 2011 geboren.

## Auftreten und Einflüsse
Zu ihren musikalischen Einflüssen zählt sie unter anderem Tori Amos, Paradise Lost, Nirvana, The Verve, HIM und Bob Marley. Sie hatte nie Gesangsunterricht und sich nach eigener Aussage selbst trainiert.
Den Adel trägt bei Auftritten und auf Fotos Kleider, die sie selbst entworfen hat.